# 이언 터너
이언 로스 터너(Iain Ross Turner, 1984년 1월 26일, 스코틀랜드 스털링 ~ )는 스코틀랜드 출신의 전 축구 선수로, 현역 시절 포지션은 골키퍼였다.

## 선수 경력

### 클럽
2003년 5만 파운드의 이적료로 자신의 출신 지역 클럽인 스털링 알비온 FC에서 에버튼 FC로 이적한 터너는 잉글랜드 내의 하부리그의 여러 팀에서 임대 생활을 하며 주전 경력을 쌓았다. 그러나 정작 에버튼에서는 주전 골키퍼인 팀 하워드에 밀려 좀처럼 출전 기회를 잡지 못했다. 2011년 7월 29일 터너는 에버튼의 새 계약 제의를 거절하고 프레스턴 노스 엔드와 1년 계약을 체결하며 결국 에버튼을 떠나게 되었다.